# Ekaterina Borulya
Ekaterina Borulya (ukrainisch Катерина Юріївна Боруля/Katerina Juriiwna Borulja; * 31. Dezember 1969 in Kiew) ist eine deutsche Schachspielerin ukrainischer Herkunft. Als Physiotherapeutin ist sie unter dem Namen Katja Borulya bekannt.

## Werdegang und Beruf
Ekaterina Borulya trägt seit 1994 den FIDE-Titel Großmeister der Frauen (WGM). Sie ist Diplomschachtrainerin (A-Trainerin), Diplom-Sporttrainerin, und leitet als Physiotherapeutin und Osteopathin das Therapiezentrum ProVita in Baden-Baden.

## Schachliche Erfolge
Ihr erstes großes Turnier war die Frauen-Meisterschaft der Sowjetunion 1990 in Podolsk, die Ketewan Arachamia gewann. 1994 in Wuppertal errang sie den ersten Platz bei der Offenen Deutschen Meisterschaft der Frauen. Bei der Deutschen Damenmeisterschaft 1995 in Krefeld wurde sie Zweite nach Stichkampf hinter Tatiana Grabuzova. 1995 in Enghien-les-Bains schnitt sie mit 5 Punkten aus 9 Partien besser als ihr Mann Yaroslav Srokovski ab. Erster wurde Igors Rausis mit 6,5 Punkten vor Étienne Bacrot.
Mannschaftskämpfe in der deutschen Schachbundesliga der Frauen bestritt sie zunächst für den Krefelder Schachklub Turm 1851 (Saison 1994/95 bis Saison 2000/01), seit der Saison 2002/03 spielt Borulya für die OSG Baden-Baden (bis Dezember 2004 SC Baden-Oos, von Dezember 2004 bis Juni 2008 OSC Baden-Baden), mit der sie die Deutschen Mannschaftsmeisterschaften der Frauen in den Spielzeiten 2002/03, 2003/04, 2004/05, 2007/08, 2008/09, 2010/11 und 2012/13 gewann.
Bei der Schacholympiade 2002 in Bled spielte sie für die deutsche Frauenmannschaft am Reservebrett.
Borulya wird bei der FIDE als inaktiv geführt (Stand: November 2016), da sie zuletzt im November und Dezember 2013 bei zwei Wettkämpfen der Frauenbundesliga 2013/14 Elo-gewertete Partien gespielt hat.

## Familie
Ekaterina Borulya ist verheiratet mit dem Internationalen Meister Yaroslav Srokovski. Sie haben zwei Kinder: Alexander Srokovskyi und Andrea Jaqueline Srokovskyi, die ebenfalls schachliche Erfolge aufzuweisen haben. Andrea war 2007 Deutsche Vizemeisterin U10, sowie Dritte bei der Deutschen Jugendmeisterschaft U12 und U14. Bestes Ergebnis von Alexander war ein geteilter erster Platz bei der Badischen Jugendmeisterschaft U14.
Ihre Zwillingsschwester Luba Borulia, auch eine gute Schachspielerin, ist mit dem israelischen Großmeister Boris Alterman verheiratet.